# District de Valsad
Le district de Valsad  (gujarati : વલસાડ જિલ્લો) est un district de l'État du Gujerat en Inde.

## Géographie
Le district a une population de 1 705 678 habitants pour une superficie de 2 246 km2.
Les deux villes importantes  du district sont Valsad et Vapi.